# Civens
Civens é uma comuna francesa na região administrativa de Auvérnia-Ródano-Alpes, no departamento de Loire. Estende-se por uma área de 13,1 km². Em 2010 a comuna tinha 1 425 habitantes (densidade: 108,8 hab./km²).